# Garda (vino)
Garda è una DOC riservata ad alcuni vini la cui produzione è consentita nella zona del lago di Garda, tra le provincie di Verona e Mantova.  Non va confusa con le altre DOC Garda Colli Mantovani e Riviera del Garda Classico (quest'ultima ha assorbito l'intera area del Garda classico).

## Zona di produzione
La zona di produzione comprende i seguenti comuni lombardi e veneti:
- in provincia di Verona, l’intero territorio dei comuni di Bardolino, Castelnuovo del Garda, Cazzano di Tramigna, Garda, lllasi, Lazise, Mezzane, Montecchia di Crosara, Roncà, Sant'Ambrogio Valpoticella, S. Giovanni Ilarione, San Pietro in Cariano, Tregnago, e parte  dei comuni di Affi, Badia, Calavena, Brentino Belluno, Bussolengo, Caldiero, Caprino Veronese, Cerro, Cavaion, Colognola ai Colli, Costermano, Dolcè, Fumane, Grezzana, Lavagno, Marano, Monteforte d'Alpone, Negrar, Pastrengo, Pescantina, Peschiera, Rivoli, San Bonifacio, San Martino B.A., San Mauro di Saline, Soave, Sommacampagna, Sona, Torri dei Benaco, Valeggio sul Mincio, Verona, Vestenanuova, Villafranca.

- in provincia di Mantova, l'intero territorio dei comuni di Monzambano, Ponti sul Mincio, e parte dei comuni di Castiglione delle Stiviere, Cavriana, Solferino e Volta Mantovana.

- comprendeva inoltre la sottozona "Classico" in provincia di Brescia, composta dei terreni vitati presenti nei comuni di Limone sul Garda, Tremosine, Tignale, Gargnano, Vobarno, Toscolano Maderno, Gardone Riviera, Salò, Roè Volciano, Villanuova sul Clisi, Gavardo, S. Felice del Benaco, Puegnago, Muscoline, Manerba del Garda, Polpenazze, Moniga del Garda, Soiano del lago, Calvagese della Riviera, Padenghe sul Garda, Bedizzole, Lonato, Desenzano del Garda, Pozzolengo Sirmione.[1]

## Storia
L'invenzione del Chiaretto si ricondurrebbe ad un'idea di Pompeo Gherardo Molmenti, il quale volle produrre un vino di color rosa vivo, ispirandosi a rinomati vini francesi. Nella propria villa di Moniga del Garda selezionò le uve riponendole a maturare nel solaio, dopodiché le pigiò e le rimosse prontamente dalla vinaccia, praticando una fermentazione in bianco. Giosuè Carducci fu tra i primi ospiti del Molmenti che poterono assaporare la sua nuova creazione.
Per andare incontro alle esigenze di mercato, il Consorzio di tutela, nel febbraio 2024, approva la modifica al disciplinare per abbassare la gradazione alcolica minima della tipologia "Garganega" portandola a 8,5 gradi. Tale modifica in seguito sarà sottoposta al parere del "Comitato Vini".

## Indicazioni aggiuntive
Sulle etichette può figurare l'indicazione dell’annata di produzione.
Sono consentite le indicazioni geografiche aggiuntive Moniga, Raffa e Picedo Mocasina.

## Disciplinare
La DOC Garda è stata istituita con DM 08.10.1996, pubblicato sulla Gazzetta Ufficiale n. 262 del 08.11.1996
 Successivamente è stato modificato con 
- DM 21.10.1997gg.mm.aaaa, GU 286 del 09.12.1997
- DM 26.10.1998, GU 258 del 04.11.1998
- DM 06.04.2005, G.U. 91 del 20.04.2005
- DM 18.10.2007, G.U. 251 del 27.10.2007
- DM 26.06.2009, G.U. 158 del 10.07.2009
- DM 30.11.2011, G.U. 295 del 20.12.2011
- D.M. 07.03.2014, pubblicato sul sito ufficiale del Mipaaf
- Nel 2017 la sottozona "Classico" è stata scorporata per entrare a far parte della DOC Riviera del Garda Classico

La versione in vigore è stata approvata con D.M. 07.03.2014, pubblicato sul sito ufficiale del Mipaaf

## Tipologie

### Barbera
| uvaggio                        | Barbera per almeno l'85% |
| titolo alcolometrico minimo    | 10,50 % vol.             |
| acidità totale minima          | 4,5 g/l.                 |
| estratto secco minimo          | 18,00 g/l                |
| resa massima di uva per ettaro | 130 q.                   |
| resa massima di uva in vino    | 70%                      |

### Cabernet
| uvaggio                        | Cabernet franc, Cabernet sauvignon, Carmenère, anche congiuntamente, per almeno l'85% |
| titolo alcolometrico minimo    | 11,00 % vol.                                                                          |
| acidità totale minima          | 4,5 g/l.                                                                              |
| estratto secco minimo          | 20,00 g/l                                                                             |
| resa massima di uva per ettaro | 120 q.                                                                                |
| resa massima di uva in vino    | 70%                                                                                   |

### Cabernet sauvignon
| uvaggio                        | Cabernet sauvignon per almeno l'85% |
| titolo alcolometrico minimo    | 11,00% vol.                         |
| acidità totale minima          | 4,5 g/l.                            |
| estratto secco minimo          | 20,00 g/l                           |
| resa massima di uva per ettaro | 120 q.                              |
| resa massima di uva in vino    | 70%                                 |

### Cabernet franc
Il disciplinare non ne definisce le caratteristiche al consumo.
| uvaggio                        | Cabernet franc per almeno l'85% |
| titolo alcolometrico minimo    | % vol.                          |
| acidità totale minima          | g/l.                            |
| estratto secco minimo          | g/l                             |
| resa massima di uva per ettaro | 120 q.                          |
| resa massima di uva in vino    | 70%                             |

### Chardonnay
Sono previste le versioni frizzante, etichettata obbligatoriamente "Garda frizzante", e spumante. 
|                                | Chardonnay                  | Garda frizzante             | spumante                    |
| uvaggio                        | Chardonnay per almeno l'85% | Chardonnay per almeno l'85% | Chardonnay per almeno l'85% |
| titolo alcolometrico minimo    | 10,50 % vol.                | 10,00% vol.                 | 10,00% vol.                 |
| acidità totale minima          | 4,5 g/l.                    |                             | 5.0 g/l.                    |
| estratto secco minimo          | 14,00 g/l                   | 13,00 g/l.                  | 13,00 g/l.                  |
| resa massima di uva per ettaro | 130 q.                      |                             |                             |
| resa massima di uva in vino    | 70%                         |                             |                             |

### Cortese
| uvaggio                        | Cortese per almeno l'85% |
| titolo alcolometrico minimo    | 10,50% vol.              |
| acidità totale minima          | 4,5 g/l.                 |
| estratto secco minimo          | 15,00 g/l                |
| resa massima di uva per ettaro | 140 q.                   |
| resa massima di uva in vino    | 70%                      |

### Corvina
| uvaggio                        | Corvina per almeno l'85% |
| titolo alcolometrico minimo    | 10,50% vol.              |
| acidità totale minima          | 4,5 g/l.                 |
| estratto secco minimo          | 18,00 g/l                |
| resa massima di uva per ettaro | 130 q.                   |
| resa massima di uva in vino    | 70%                      |

### Garganega
È prevista la versione frizzante, etichettata obbligatoriamente "Garda frizzante"
|                                | Garganega                  | Garda frizzante |
| uvaggio                        | Garganega per almeno l'85% |                 |
| titolo alcolometrico minimo    | 10,50 % vol.               | 10,00% vol      |
| acidità totale minima          | 4,5 g/l.                   |                 |
| estratto secco minimo          | 14,00 g/l.                 | 13,00 g/l.      |
| resa massima di uva per ettaro | 160 q.                     |                 |
| resa massima di uva in vino    | 70%                        |                 |

### Marzemino
| uvaggio                        | Marzemino per almeno l'85% |
| titolo alcolometrico minimo    | 10,50 % vol.               |
| acidità totale minima          | 4,5 g/l.                   |
| estratto secco minimo          | 18,00 g/l                  |
| resa massima di uva per ettaro | 130 q.                     |
| resa massima di uva in vino    | 70%                        |

### Merlot
| uvaggio                        | Merlot per almeno l'85% |
| titolo alcolometrico minimo    | 11,00% vol.             |
| acidità totale minima          | 4,5 g/l.                |
| estratto secco minimo          | 20,00 g/l               |
| resa massima di uva per ettaro | 130 q.                  |
| resa massima di uva in vino    | 70%                     |

### Pinot bianco
È prevista la versione spumante
|                                | Pinot bianco                  | spumante    |
| uvaggio                        | Pinot bianco per almeno l'85% |             |
| titolo alcolometrico minimo    | 10,50 % vol.                  | 11,00% vol. |
| acidità totale minima          | 4,5 g/l.                      | 5,50 g/l.   |
| estratto secco minimo          | 14,00 g/l                     | 13,00 g/l.  |
| resa massima di uva per ettaro | 130 q.                        |             |
| resa massima di uva in vino    | 70%                           |             |

### Pinot grigio
| uvaggio                        | Pinot grigio per almeno l'85% |
| titolo alcolometrico minimo    | 10,50 % vol.                  |
| acidità totale minima          | 4,5 g/l.                      |
| estratto secco minimo          | 14,00 g/l                     |
| resa massima di uva per ettaro | 150 q.                        |
| resa massima di uva in vino    | 70%                           |

### Pinot nero
| uvaggio                        | Pinot nero per almeno l'85% |
| titolo alcolometrico minimo    | 11,00 % vol.                |
| acidità totale minima          | 4,5 g/l.                    |
| estratto secco minimo          | 18,00 g/l                   |
| resa massima di uva per ettaro | 110 q.                      |
| resa massima di uva in vino    | 70%                         |

### Riesling
È prevista la versione spumante.
|                                | Riesling                  | spumante   |
| uvaggio                        | Riesling per almeno l'85% |            |
| titolo alcolometrico minimo    | 10,50 % vol.              | 11,00% vol |
| acidità totale minima          | 4,5 g/l.                  | 5,50 g/l   |
| estratto secco minimo          | 14,00 g/l                 | 13,00 g/l. |
| resa massima di uva per ettaro | 120 q.                    |            |
| resa massima di uva in vino    | 70%                       |            |

### Riesling italico
È prevista la versione spumante, della quale il disciplinare non riporta le caratteristiche 
| uvaggio                        | Rieling italico per almeno l'85% |
| titolo alcolometrico minimo    | 10,50% vol.                      |
| acidità totale minima          | 4,5 g/l.                         |
| estratto secco minimo          | 14,00 g/l                        |
| resa massima di uva per ettaro | 120 q.                           |
| resa massima di uva in vino    | 70%                              |

### Sauvignon
| uvaggio                        | Sauvignon per almeno l'85% |
| titolo alcolometrico minimo    | 10,50 % vol.               |
| acidità totale minima          | 4,5 g/l.                   |
| estratto secco minimo          | 14,00 g/l                  |
| resa massima di uva per ettaro | 120 q.                     |
| resa massima di uva in vino    | 70%                        |

### Tai
| uvaggio                        | Tai per almeno l'85% |
| titolo alcolometrico minimo    | 10,50% vol.          |
| acidità totale minima          | 4,5 g/l.             |
| estratto secco minimo          | 14,00 g/l            |
| resa massima di uva per ettaro | 140 q.               |
| resa massima di uva in vino    | 70%                  |

## Tipologie scorporate

### Classico bianco
| uvaggio                        | Riesling e Riesling italico, anche congiuntamente, per almeno il 70% |
| titolo alcolometrico minimo    | 11,00 % vol.                                                         |
| acidità totale minima          | 5,0 g/l.                                                             |
| estratto secco minimo          | 15,00 g/l                                                            |
| resa massima di uva per ettaro | 110 q.                                                               |
| resa massima di uva in vino    | 68%                                                                  |

### Classico rosso
Le uve Groppello devono appartenere ai tipi Gentile, Santo Stefano e Mocasina.
| uvaggio                        | Groppello per almeno il 30%, Marzemino, Sangiovese e Barbera, ognuno per almeno il 5%. |
| titolo alcolometrico minimo    | 11,00 % vol.                                                                           |
| acidità totale minima          | 4,5 g/l                                                                                |
| estratto secco minimo          | 20,00                                                                                  |
| resa massima di uva per ettaro | 110 q.                                                                                 |
| resa massima di uva in vino    | 68%                                                                                    |

### Classico rosso novello
Le uve Groppello devono appartenere ai tipi Gentile, Santo Stefano e Mocasina.
| uvaggio                        | Groppello per almeno il 30%, Marzemino, Sangiovese e Barbera, ognuno per almeno il 5%. |
| titolo alcolometrico minimo    | 11,00% vol.                                                                            |
| acidità totale minima          | 4,5 g/l.                                                                               |
| estratto secco minimo          | 21,00 g/l                                                                              |
| resa massima di uva per ettaro | 110 q.                                                                                 |
| resa massima di uva in vino    | 68%                                                                                    |

### Classico rosso superiore
Le uve Groppello devono appartenere ai tipi Gentile, Santo Stefano e Mocasina.
| uvaggio                        | Groppello per almeno il 30%, Marzemino, Sangiovese e Barbera, ognuno per almeno il 5%. |
| titolo alcolometrico minimo    | 12,00% vol.                                                                            |
| acidità totale minima          | 4,5 g/l.                                                                               |
| estratto secco minimo          | 21,00 g/l                                                                              |
| resa massima di uva per ettaro | 100 q.                                                                                 |
| resa massima di uva in vino    | 68%                                                                                    |

### Classico chiaretto

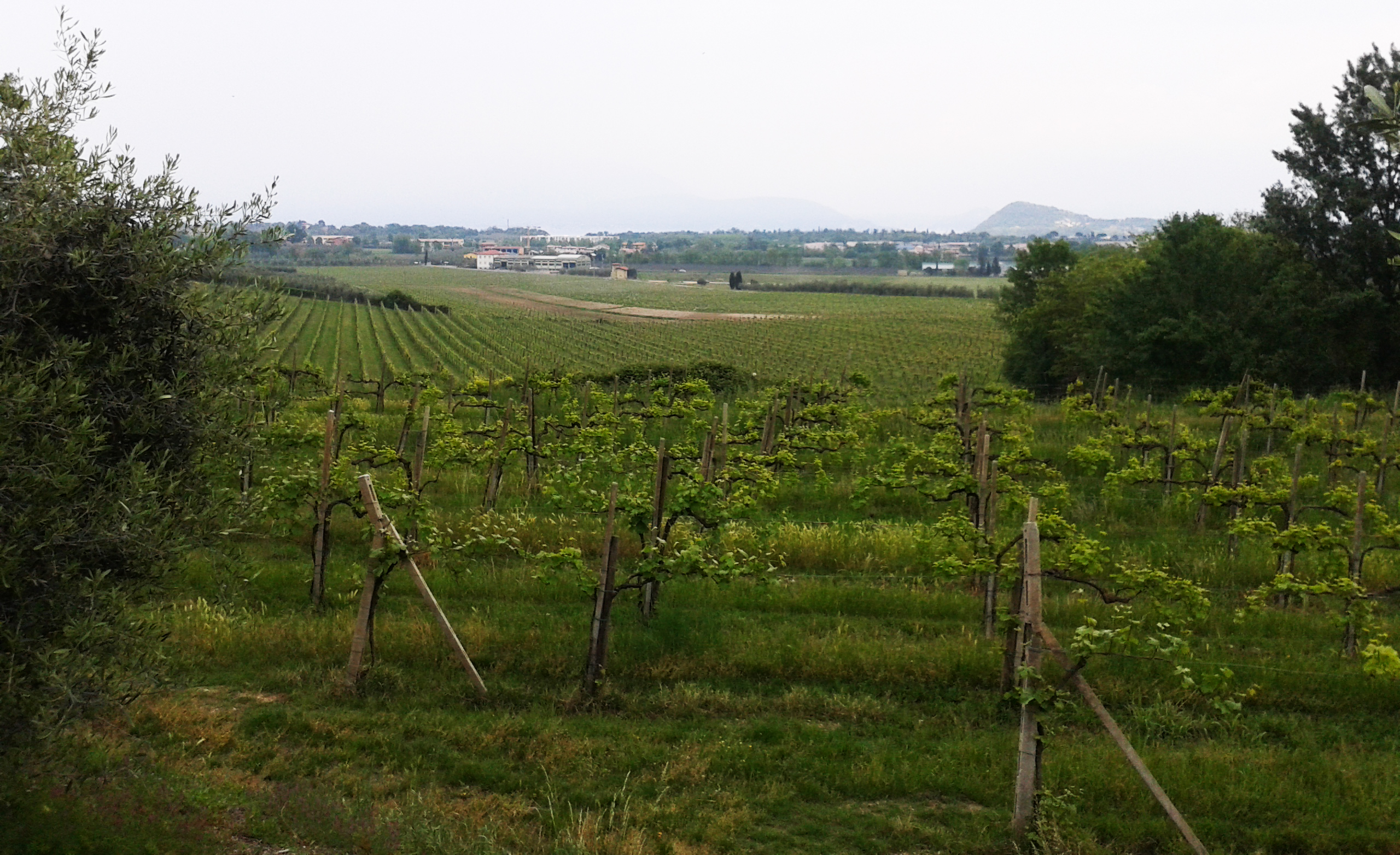
Vigneti a Picedo di Polpenazze del Garda

È prevista la versione spumante, obbligatoriamente etichettata come Garda rosé
Le uve Groppello devono appartenere ai tipi Gentile, Santo Stefano e Mocasina.
|                                | Classico chiaretto                                                                     | Garda rosé |
| uvaggio                        | Groppello per almeno il 30%, Marzemino, Sangiovese e Barbera, ognuno per almeno il 5%. |            |
| titolo alcolometrico minimo    | 11,50 % vol.                                                                           |            |
| acidità totale minima          | 5,0 g/l.                                                                               |            |
| estratto secco minimo          | 16,00 g/l                                                                              | 15,00 g/l. |
| resa massima di uva per ettaro | 110 q.                                                                                 |            |
| resa massima di uva in vino    | 68%                                                                                    |            |
| residuo zuccherino massimo     |                                                                                        | 49 gr/l.   |

### Classico Groppello
Le uve Groppello devono appartenere ai tipi Gentile, Mocasina e Groppellone.
| uvaggio                        | Groppello per almeno l'85%. |
| titolo alcolometrico minimo    | 11,00% vol.                 |
| acidità totale minima          | 4,5 g/l.                    |
| estratto secco minimo          | 20,00 g/l                   |
| resa massima di uva per ettaro | 110 q.                      |
| resa massima di uva in vino    | 68%                         |

### Classico Groppello riserva
Le uve Groppello devono appartenere ai tipi Gentile, Mocasina e Groppellone.
| uvaggio                        | Groppello per almeno l'85% |
| titolo alcolometrico minimo    | 12,00% vol.                |
| acidità totale minima          | 4,5 g/l.                   |
| estratto secco minimo          | 21,00 g/l                  |
| resa massima di uva per ettaro | 100 q.                     |
| resa massima di uva in vino    | 68%                        |